# Cediopsylla spillmanni
Cediopsylla spillmanni är en loppart som beskrevs av Jordan 1930. Cediopsylla spillmanni ingår i släktet Cediopsylla och familjen husloppor. Inga underarter finns listade i Catalogue of Life.